# Paul N. Adair

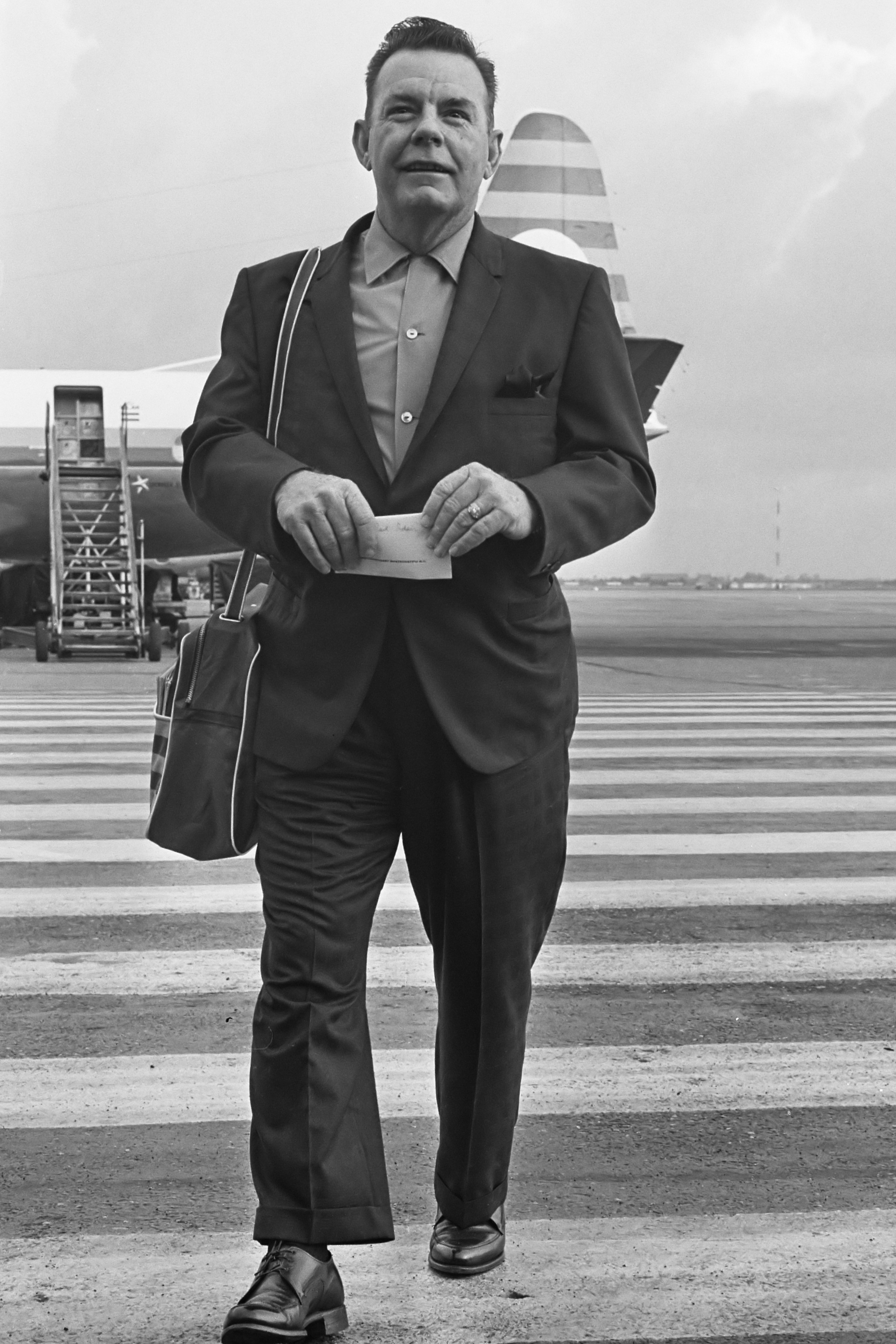
Paul N. Adair (1964)

Paul Neal Adair, pseud. Red Adair (ur. 18 czerwca 1915 w Houston, zm. 7 sierpnia 2004 tamże) – amerykański specjalista gaszenia pożarów szybów naftowych.
Służył w armii podczas II wojny światowej. Po wojnie zajął się pracą strażacką, specjalizując się w pożarach szybów naftowych. W 1959 założył przedsiębiorstwo Red Adair Co., wprowadził wiele innowacji i ulepszeń w technice gaśniczej. Wielokrotnie osobiście brał udział w akcjach strażackich, m.in. na platformie wydobywczej „Bravo” na Morzu Północnym (norweskie pole naftowe Ekofisk) w kwietniu 1977 oraz na polach naftowych w Kuwejcie podczas wojny w Zatoce Perskiej w 1991.
Na jego życiu i pracy oparto film Hellfighters (1968) z Johnem Wayne’em w roli głównej.